# 한여울
한여울(韓茹蔚, 1990년 2월 4일~)은 2009년에 데뷔한 대한민국의 단역 전문 배우이자, 잠시 한때 가수로도 활약했던, CF 광고 단역 모델이었다.

## 출연작

### 영화
- 2012년 《불편한 동행》 - 홍예나 역
- 2012년 《나는 왕이로소이다》 - 함여숙(조공처녀) 역
- 2012년 《음치클리닉》 - 이순언(신부) 역
- 2012년 《남자사용설명서》 - 천정아(커피점녀 B) 역
- 2012년 《내 마음이 보이니?》 - 한다정 역(주연)
- 2013년 《스톤》 - 이은영(도박장 여 알바) 역
- 2015년 《미쓰 와이프》 - 박가영(하루병원 간호사) 역
- 2016년 《폭력의 법칙: 나쁜 피 두 번째 이야기》 - 고영지 역
- 2018년 《양아치 느와르》 - 송미영 역(특별출연)

### TV 시리즈
- 2011년 OCN 금요 미니시리즈 《신의 퀴즈 2》 - 은영진(애견카페 직원) 역
- 2011년 JTBC 일일시트콤 《청담동 살아요》
- 2012년 SBS Plus 미니시리즈 《풀하우스 TAKE 2》 - 송계숙(송 비서) 역
- 2013년 tvN 일일시트콤 《감자별 2013QR3》 - 은경 역
- 2014년 tvN 금토 미니시리즈 《응급남녀》 - 한다슬(아웃도어 매장직원) 역
- 2014년 MBC 일일 특별기획 드라마 《엄마의 정원》
- 2014년 MBC 주말연속극 《왔다! 장보리》 - 한정옥(산부인과 간호사) 역
- 2014년 KBS2 월화드라마 《트로트의 연인》 - 오재옥(음악프로그램 '서바이벌 명곡'의 출연자) 역
- 2014년 SBS 주말 특별기획 드라마 《끝없는 사랑》
- 2014년 SBS 드라마 스페셜 《괜찮아, 사랑이야》 - 최이서(수광 작업녀) 역
- 2014년 MBN 특별기획 드라마 《천국의 눈물》
- 2014년 MBC 주말특별기획 《전설의 마녀》 - 장은서(마주란의 가게 직원) 역
- 2014년 KBS2 저녁 일일 드라마 《달콤한 비밀》
- 2015년 tvN 금토 미니시리즈 《하트 투 하트》
- 2015년 tvN 월화 미니시리즈 《호구의 사랑》
- 2015년 MBC 창사 54주년 월화 특별기획 드라마 《화정》
- 2015년 MBC 주말연속극 《여자를 울려》
- 2015년 MBC 일일 특별기획 드라마 《딱 너 같은 딸》
- 2015년 MBC 저녁 일일연속극 《위대한 조강지처》
- 2015년 tvN 월화 미니시리즈 《신분을 숨겨라》
- 2015년 KBS2 주말연속극 《부탁해요, 엄마》
- 2015년 SBS 주말 특별기획 드라마 《애인 있어요》
- 2015년 KBS2 저녁 일일연속극 《다 잘될 거야》
- 2015년 MBC 월화 특별기획 드라마 《화려한 유혹》
- 2015년 MBC 저녁 일일연속극 《최고의 연인》
- 2016년 tvN 월화 미니시리즈 《치즈인더트랩》
- 2016년 KBS2 수목 특별기획 드라마 《태양의 후예》
- 2016년 MBC 주말연속극 《가화만사성》
- 2016년 MBC 일일 특별기획 드라마 《워킹 맘 육아 대디》
- 2016년 KBS2 수목 특별기획 드라마 《함부로 애틋하게》
- 2016년 tvN 금토 미니시리즈 《신데렐라와 네 명의 기사》
- 2016년 KBS2 주말연속극 《월계수 양복점 신사들》
- 2016년 MBC 일일 특별기획 드라마 《황금주머니》
- 2016년 MBC 주말 특별기획 드라마 《아버님 제가 모실게요》
- 2016년 tvN 금토 미니시리즈 《안투라지》
- 2017년 KBS2 금요시트콤 《마음의 소리》
- 2017년 MBC 수목 미니시리즈 《자체발광 오피스》
- 2017년 OCN 주말드라마 《터널》 - 황춘희 역
- 2017년 KBS2 수목드라마 《추리의 여왕》
- 2017년 JTBC 금토드라마 《품위있는 그녀》
- 2017년 MBC 주말 특별기획 《도둑놈, 도둑님》
- 2017년 KBS2 금토드라마 《최고의 한방》 - 주일매(스타펀치 직원) 역
- 2017년 SBS 특별기획 《언니는 살아있다》
- 2017년 KBS2 금토드라마 《최강 배달꾼》 - 한낙실(카레이싱 취재 기자) 역
- 2017년 tvN 월화드라마 《아르곤》 - 정민주 역
- 2017년 tvN 수목드라마 《부암동 복수자들》
- 2017년 KBS2 주말연속극 《황금빛 내 인생》
- 2017년 KBS2 월화드라마 《저글러스》
- 2018년 MBC 주말드라마 《밥상 차리는 남자》
- 2018년 MBC 수목드라마 《손 꼭 잡고, 지는 석양을 바라보자》
- 2018년 KBS2 수목드라마 《슈츠》
- 2018년 tvN 토일드라마 《무법 변호사》
- 2018년 MBC 주말특별기획 《숨바꼭질》
- 2018년 KBS1 일일연속극 《내일도 맑음》
- 2018년 tvN 토일드라마 《나인룸》
- 2018년 SBS 주말특별기획 《운명과 분노》
- 2019년 MBC 월화드라마 《특별근로감독관 조장풍》
- 2019년 OCN 수목드라마《구해줘 2》 - 김경주(김양) 역
- 2019년 OCN 수목드라마《미스터 기간제》
- 2020년 OCN 수목드라마《번외수사》 - 서경주(팩트추적 서브작가) 역
- 2020년 KBS2 일일연속극 《비밀의 남자》

### CF 광고
- 2009년 《삼육식품 CF》

## 음반
- 2020년 《Sweet Baby》